# Mnemosyne anoriensis
Mnemosyne anoriensis är en insektsart som beskrevs av Van Stalle 1987. Mnemosyne anoriensis ingår i släktet Mnemosyne och familjen kilstritar.
Artens utbredningsområde är Colombia. Inga underarter finns listade i Catalogue of Life.